# Rochers de Gagnerie
Rochers de Gagnerie är en bergstopp i Schweiz.   Den ligger i distriktet Saint-Maurice och kantonen Valais, i den sydvästra delen av landet, 90 km söder om huvudstaden Bern. Toppen på Rochers de Gagnerie är 2 735 meter över havet, eller 258 meter över den omgivande terrängen. Bredden vid basen är 1,4 km.
Terrängen runt Rochers de Gagnerie är huvudsakligen mycket bergig. Närmaste större samhälle är Monthey, 10,4 km norr om Rochers de Gagnerie. 
I omgivningarna runt Rochers de Gagnerie växer i huvudsak blandskog. Runt Rochers de Gagnerie är det ganska tätbefolkat, med 124 invånare per kvadratkilometer.